# Søren Spanning
Søren Spanning, född 30 maj 1951 i Frederiksberg i Köpenhamn, död 12 februari 2020 på samma plats, var en dansk skådespelare.
Spanning studerade vid Århus Teaters elevskola och avlade examen 1976.

## Filmografi (urval)
- 1980 – Øjeblikket
- 1985 – August Strindberg ett liv (TV)
- 1986 – Tommelskruen
- 1992 – Mørklægning
- 1994 – Pigen med de grønne øjne
- 2001 – Den serbiske dansker
- 2005 – Örnen (TV-serie)

## Teater

### Roller (ej komplett)
| År   | Roll   | Produktion               | Regi             | Teater               |
| ---- | ------ | ------------------------ | ---------------- | -------------------- |
| 1994 | Mannen | Tupilak Per Olov Enquist | Brigitte Kolerus | Betty Nansen Teatret |

## Utmärkelser
- Riddare av Dannebrogorden,  3 december 1995[2]

[Redigera Wikidata]